# Anabrissus
Anabrissus is een geslacht van zee-egels uit de familie Brissidae.

## Soorten
- Anabrissus damesi (A. Agassiz, 1881)